# Top of the World (canção de Van Halen)
"Top of the World"  é uma canção composta pelo grupo de rock Van Halen para seu álbum For Unlawful Carnal Knowledge, de 1991. É um dos seis singles retirados do álbum, e passou quatro semana não-consecutivas  no topo da Billboard Album Rock Tracks nos EUA, tornando-se a oitava canção do grupo ao numero um nessa parada musical; Chegou, também, ao top 40 da Billboard Hot 100, marcado a posição 27. O riff principal de  "Top of the World" é, na verdade, a transição do riff de guitarra que encerra a canção "Jump", de 1984.

## Gráfico
| Gráfico (1991)                             | Pico |
| ------------------------------------------ | ---- |
| Reino Unido (UK Singles Chart)             | 63   |
| Estados Unidos (Billboard Hot 100)         | 27   |
| Estados Unidos (Billboard Mainstream Rock) | 1    |